# Troy Miller
Troy Miller es un personaje ficticio de la serie de televisión australiana Neighbours, interpretado por el actor Dieter Brummer desde el 10 de mayo de 2011 hasta junio del mismo año, Dieter regresó a la serie en mayo de 2012 y se fue el 3 de julio del mismo año.

## Antecedentes
Troy es un capitán (soldado), cuando era joven tuvo una relación con Sonya Mitchell. 

## Biografía
Troy llegó por primera vez a Erinsboroguh en el 2011 y poco después reveló que es el padre biológico de Callum Jones; sin embargo cuando Sonya se da cuenta de las verdaderas intenciones de Troy, le ordena que se aleje de su familia y de ella, poe lo que Troy se va de la ciudad ese mismo año.
Un año después en el 2012 Troy se muda a la casa número 32 de Ramsay Street, poco después visita el trabajo de Sonya donde la ve con Callum, más tarde ve a Callum con Toadie y cuando se acerca a ellos les dice que quiere ser parte de la vida de su hijo, lo que molesta a Toadie y Sonya, sin embargo Troy llega a un acuerdo con Callum en donde el lo visitara a escondidas de sus padres si él retira la demanda en contra de Toadie y Sonya y él acepta. 
Sin embargo poco después Troy le impide a Callum salir de la casa cuando este lo va a visitar y le exige que lo escuche, cuando Sonya y Jade se dan cuenta de lo que está pasando intentan sacar a Callum, pero Troy logra encerrárlas en la casa, cuando Jade intenta defender a Sonya de Troy este la empuja. Troy comienza a gritar y les dice que lo único que quiere es ser parte de la vida de su hijo, Jade logra golpearlo en el estómago y las hermanas logran escapar pero mientras Troy las persigue se tropieza y accidentalmente una caja de herramientas cae sober su cabeza. Poco después Toadie lo encuentra inconsciente pero Troy despierta y desaparece.
Troy va al complejo Lassiter's buscando a Ajay y colapsa, es llevado al hospital donde le miente al doctor Rhys Lawson y le dice que Jade y Sonya lo atacaron, debido a sus heridas Rhys decide inducirle el coma y luego le dice a la policía lo que Troy le dijo. Cuando despierta y la policía lo visita decide decir la verdad y confirma que se golpeó cuando se tropezó y que Jade no fue la responsable de sus lesiones. Ajay molesto por las mentiras de Troy y por haber amenazado a su esposa Priya Kapoor, le dice que ya no lo va a representar y cuando Toadie lo visita en el hospital le dice que nada ha cambiado entre ellos. Troy decide irse del hospital y regresa a la calle Ramsay para empacar sus cosas y va a la escuela para recoger a Callum, pero Priya le impide el paso y le ordena que se vaya, sin embargo Troy regresa y rompe las cadenas de la escuela. Troy comienza a luchar con los dolores que le ocasionan su herida en la cabeza, pero logra encontrar a Callum, sin embargo Sonya y Toadie lo confrontan y Toadie le dice que se detenga sin embargo Troy se neiga hasta que Callum le dice que se vaya ya que no quiere saber nada más de él. 
Cuando la policía llega Troy se escapa en su camioneta sin embargo, mientras está manejando pierde la conciencia y muere.